# Dreifaltigkeitskirche (Stare Juchy)
Die Dreifaltigkeitskirche in Stare Juchy (polnisch Kościół pw. Trójcy Przenajświętszej w Starych Juchach, wörtlich: „Kirche der Allerheiligsten Dreifaltigkeit“) ist ein Bauwerk aus der zweiten Hälfte des 16. Jahrhunderts. Sie war bis 1945 die evangelische Pfarrkirche für das ostpreußische Kirchspiel Jucha (ab 1938 Fließdorf) und ist heute gottesdienstliches Zentrum der Pfarrei Stare Juchy in der polnischen Woiwodschaft Ermland-Masuren.

## Geographische Lage
Stare Juchy liegt in der östlichen Woiwodschaft Ermland-Masuren am Westrand des Powiat Ełcki (Kreis Lyck) und ist von der polnischen Landesstraße 65 (frühere deutsche Reichsstraße 132) bei Straduny (deutsch Stradaunen) über eine Nebenstraße zu erreichen. Stare Juchy ist außerdem Bahnstation an der Bahnstrecke Korsze–Białystok.
Die Kirche steht im östlichen Südteil (vor 1945 Neu Jucha genannt) von Stare Juchy unweit der Hauptstraße nach Ełk (Lyck).

## Kirchengebäude
Eine erste Kirche erhielt das damalige Juchen, später Neu Jucha, im Jahr 1487 auf Betreiben der Komturei Brandenburg (russisch Uschakowo). Das Gebäude war klein und aus Holz errichtet. Bald war das Gotteshaus merklich zu klein und man beschloss – um den heidnischen Bräuchen der Sudauer-Nachfahren Widerstand zu leisten – einen Kirchenneubau zu errichten.
Er entstand als Findlings- und Backsteinbau, später verputzt, und wurde 1585 fertiggestellt. Auffällig war der gestaffelte Ostgiebel sowie der vorgesetzte Westturm mit seiner achteckigen Spitze. Der Turm hatte drei Etagen und orientierte sich in seinem Aussehen am Stil des ordenszeitlichen Wehrkirchen. In der oberen Etage pflegten die alten Gemeindeglieder – wie auch andernorts üblich – ihre leeren Särge aufzubewahren bis zu der Zeit, als sie benötigt wurden. An den Kirchenneubau wurde 1586 eine südliche Vorhalle angesetzt.
Der dreischiffige Innenraum der Kirche war in der Mitte mit einem Tonnengewölbe versehen, an den Seiten war die Decke flach. Noch aus der alten Kirche stammte der – einst als einer der schönsten Südostpreußens gerühmte – Altar, von dem Italiener Girardi gefertigt und 1501 vom Freiherrn von Podewils gestiftet und 1591 in die neue Kirche überführt. Im Hauptgeschoss des Altars befand sich das Bild einer Kreuzigungsgruppe. Die Kanzel aus der Zeit um 1574 trug einen Schalldeckel vom Anfang des 17. Jahrhunderts. In der Turmhalle hing ein Hirschgeweihleuchter.
Die Orgel wurde 1772 in der Königsberger Orgelbauwerkstatt von Johann Christoph Ungefug gefertigt und 1929 elektrifiziert. Das Geläut der Kirche bestand aus zwei Glocken, von denen eine im Jahre 1669 gegossen worden war.
Das Tonnengewölbe wurde innen vom Maler Garell aus Königsberg neu gestaltet. Bei Arbeiten am Dachstuhl fand man alte Silbermünzen, die vielleicht in der Zeit des Tatareneinfalls dort versteckt wurden.

## Kirchengemeinde

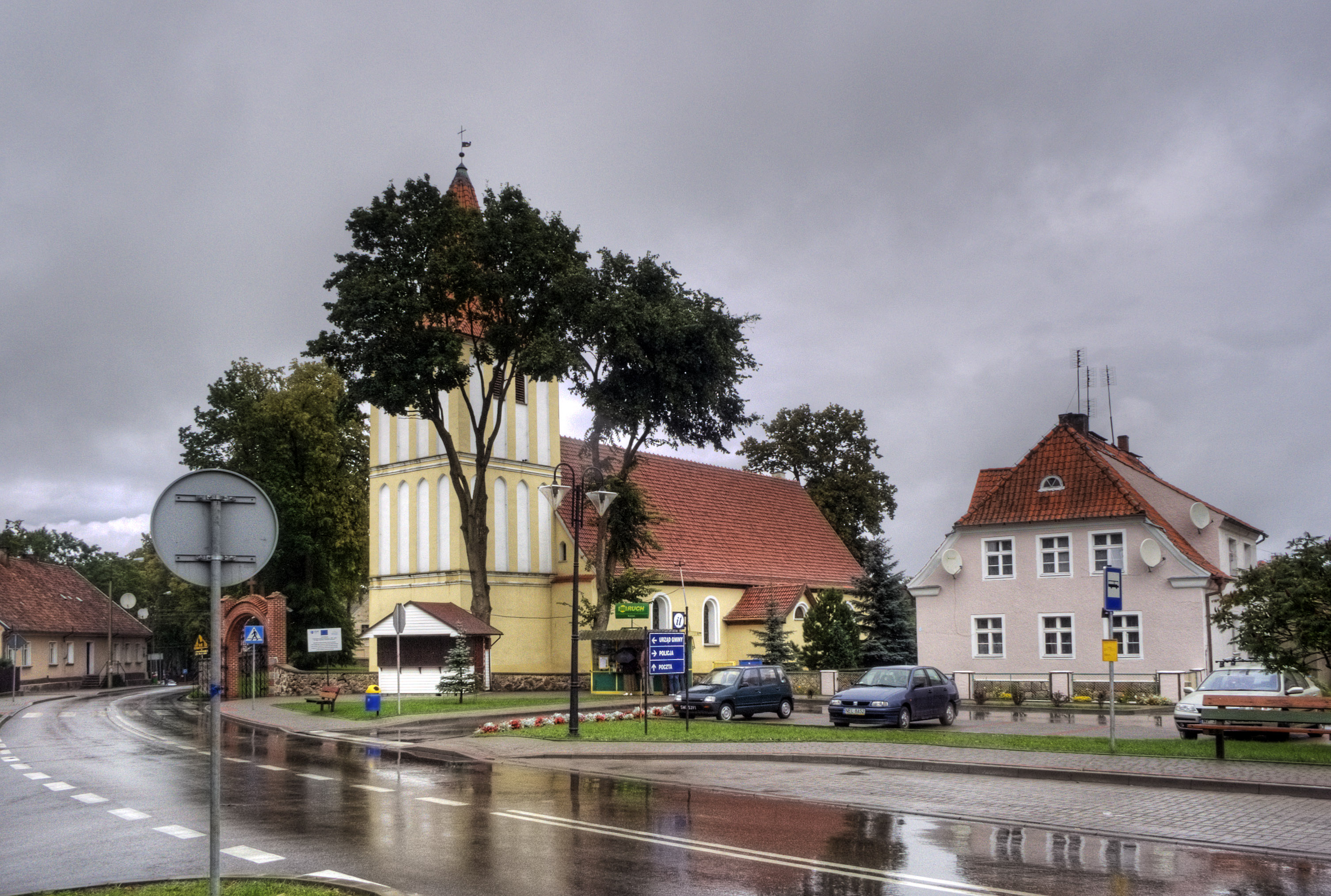
Die Kirche im Dorf Stare Juchy

### Evangelisch

#### Kirchengeschichte
Das Kirchspiel Jucha (bis 1929 auch Kirchspiel Neu Jucha, ab 1938 Kirchspiel Fließdorf genannt) bestand schon in vorreformatorischer Zeit. Die Reformation fasste hier schon bald Fuß, und bereits Mitte des 16. Jahrhunderts taten hier zwei lutherische Geistliche gemeinsam Dienst. Bis 1945 gehörte die Pfarrei zum Kirchenkreis Lyck in der Kirchenprovinz Ostpreußen der Evangelischen Kirche der Altpreußischen Union. Im Jahr 1925 zählte sie 5.028 Gemeindeglieder, die in 20 Kirchspielorten wohnten.
Flucht und Vertreibung der einheimischen Bevölkerung setzte 1945 dem Leben der evangelischen Kirchengemeinde ein Ende. Heute leben nahezu keine evangelischen Einwohner in Stare Juchy. Für sie ist die Kirchengemeinde in Ełk (deutsch Lyck) Bezugspunkt. Sie ist eine Filialgemeinde der Pfarrei (polnisch Parafia) Pisz (Johannisburg) in der Diözese Masuren der Evangelisch-Augsburgischen Kirche in Polen.

#### Kirchspielorte (bis 1945)
Zum evangelischen Kirchspiel (Neu) Jucha bzw. Fließdorf gehörten zwanzig Dörfer, Ortschaften und Wohnplätze:
| Name           | Änderungsname 1938 bis 1945 | Polnischer Name |  | Name                             | Änderungsname 1938 bis 1945 | Polnischer Name |
| -------------- | --------------------------- | --------------- |  | -------------------------------- | --------------------------- | --------------- |
| Adlig Jucha    | (ab 1929) Jucha             |                 |  | Laszmiaden 1936–1938 Laschmiaden | Laschmieden                 | Łaśmiady        |
| Alt Jucha      | (ab 1929) Jucha             |                 |  | *Lysken                          | Lisken                      | Liski           |
| *Alt Krzywen   | (ab 1936) Alt Kriewen       | Stare Krzywe    |  | *Neu Jucha                       | (ab 1929:) Jucha            |                 |
| Ballamutowen   | (ab 1934) Giersfelde        | Bałamutowo      |  | Olschöwen                        | Frauenflließ                | Olszewo         |
| *Gorlen        | Aulacken                    | Gorło           |  | Orzechowen                       | (ab 1924) Nußberg           | Orzechowo       |
| *Gorlowken     | Gorlau                      | Gorłówko        |  | Panistrugga                      | (ab 1927) Herrnbach         | Panistruga      |
| *Jesziorowsken | (ab 1926) Seedorf           | Jeziorowskie    |  | Plowczen                         | Plötzendorf                 | Płowce          |
| Jucha          | Fließdorf                   | Stare Juchy     |  | *Sawadden                        | Auglitten                   | Zawady Ełckie   |
| *Kaltken       | Kalthagen                   | Kałtki          |  | Schönfelde                       |                             | Skopnik         |
| *Klein Krzywen | (ab 1929) Grünsee           | Nowe Krzywe     |  | *Szczeczynowen                   | (ab 1925) Steinberg         | Szczecinowo     |

#### Pfarrer (bis 1945)
Als evangelische Geistliche amtierten an der Kirche zu Jucha die Pfarrer:
- Johann Niciconius, bis 1572
- N. Niciconius
- NN., 1579
- Hieronymus Pogorzelski, 1584
- Nicolaus Belitza, 1593–1625
- Jacob Zielinski, 1623–1625
- Jacob Prostka, ab 1625
- Johann Columbus, 1640/1657
- Caspar Madeicka, 1657–1679
- Michael Mittelpfort, 1658–1666
- Stan. Bystram de Radlin, 1667–1676
- Matthäus Cucholowius, 1676–1715
- Gregorius Flöß, 1679–1710
- Cölestin Martin Cucholowius, 1715–1721
- Johann Cibulcowius, 1721
- Martin Westerholz, 1721–1757
- Christoph Jeglinski
- Georg Radtcke, 1730–1737
- Paul Gregorowius, 1738–1743
- Bernhard Lange, 1743–1757
- Johann Joachim Schmidt, 1751–1754
- Jacob Matiszki, 1755–1757
- Johann Bernhard Lange, 1757–1801
- Johann Sabotka, 1757–1793
- Gottlieb Stern, 1786–1787
- Johann Benjamin Lange, ab 1789
- Johann Thomas Skrodzki, 1794–1800
- Albert Leopold Pianka, 1825–1857
- Emil Stern, 1857–1876[6]
- Johann Friedrich Moritz Gawlik, 1877–1897
- Georg Paul Brehm, 1897
- Emil Wilhelm Vogelreuter, 1898
- Franz Eduard Fr. Kahnert, 1898–1908
- Hermann Adolf Niklas, 1908–1921
- Ernst Stern, 1921–1930
- Eduard August Maaß, 1931–1945
- Reinhold Freiberg, 1940–1941

#### Kirchenbücher
Von den Kirchenbuchunterlagen der Pfarrei Jucha bzw. Fließdorf haben sich einige erhalten und werden bei der Deutschen Zentralstelle für Genealogie (DZfG) in Leipzig aufbewahrt:
- Taufen: 1790 bis 1818
- Begräbnisse: 1798 bis 1818.

### Römisch-katholisch

#### Kirchengeschichte
Vor 1945 lebten in der Region Jucha (Fließdorf) nur wenige römisch-katholische Kirchenglieder. Sie gehörten zur Pfarrkirche St. Adalbert in Lyck (polnisch Ełk) im Dekanat Masuren II mit Sitz in Johannisburg (Pisz) im Bistum Ermland. Nach 1945 siedelten sich in Stare Juchy zahlreiche polnische Neubürger an, von denen die meisten römisch-katholischer Konfession waren. So entstand hier eine neue katholische Pfarrgemeinde, deren gottesdienstliches Zentrum die vorher evangelische Kirche wurde. Sie erhielt nun den Namen „Allerheiligste Dreifaltigkeit“.
Die dazugehörige Pfarrei (polnisch Parafia) umfasst neben dem Pfarrort noch zwölf Pfarreiorte und ist in das Dekanat Ełk–Święty Rodziny im Bistum Ełk der Römisch-katholischen Kirche in Polen eingegliedert. Von Stare Juchy aus wird auch die Filialkirche in Gorłówko (Gorlowken, 1938–1945 Gorlau) betreut.

#### Pfarreiorte
Zur Pfarrei Stare Juchy gehören außer dem Pfarrort selbst die Orte:
| Name         | Deutscher Name/ Änderungsname |  | Name          | Deutscher Name/ Änderungsname |
| ------------ | ----------------------------- |  | ------------- | ----------------------------- |
| Bałamutowo   | Ballamutowen/Giersfelde       |  | Liski         | Lysken/Lisken                 |
| Dobra Wola   | Dobrowolla/Willenheim         |  | Olszewo       | Olschöwen/Frauenfließ         |
| Gorło        | Gorlen/Aulacken               |  | Orzechowo     | Orzechowen/Nußberg            |
| Gorłówko     | Gorlowken/Gorlau              |  | Panistruga    | Panistrugga/Herrnbach         |
| Jeziorowskie | Jesziorowsken/Seedorf         |  | Szczecinowo   | Szczeczinowen/Steinberg       |
| Kałtki       | Kaltken/Kalthagen             |  | Zawady Ełckie | Sawadden/Auglitten            |

## Verweise